# Estelle de Saintes

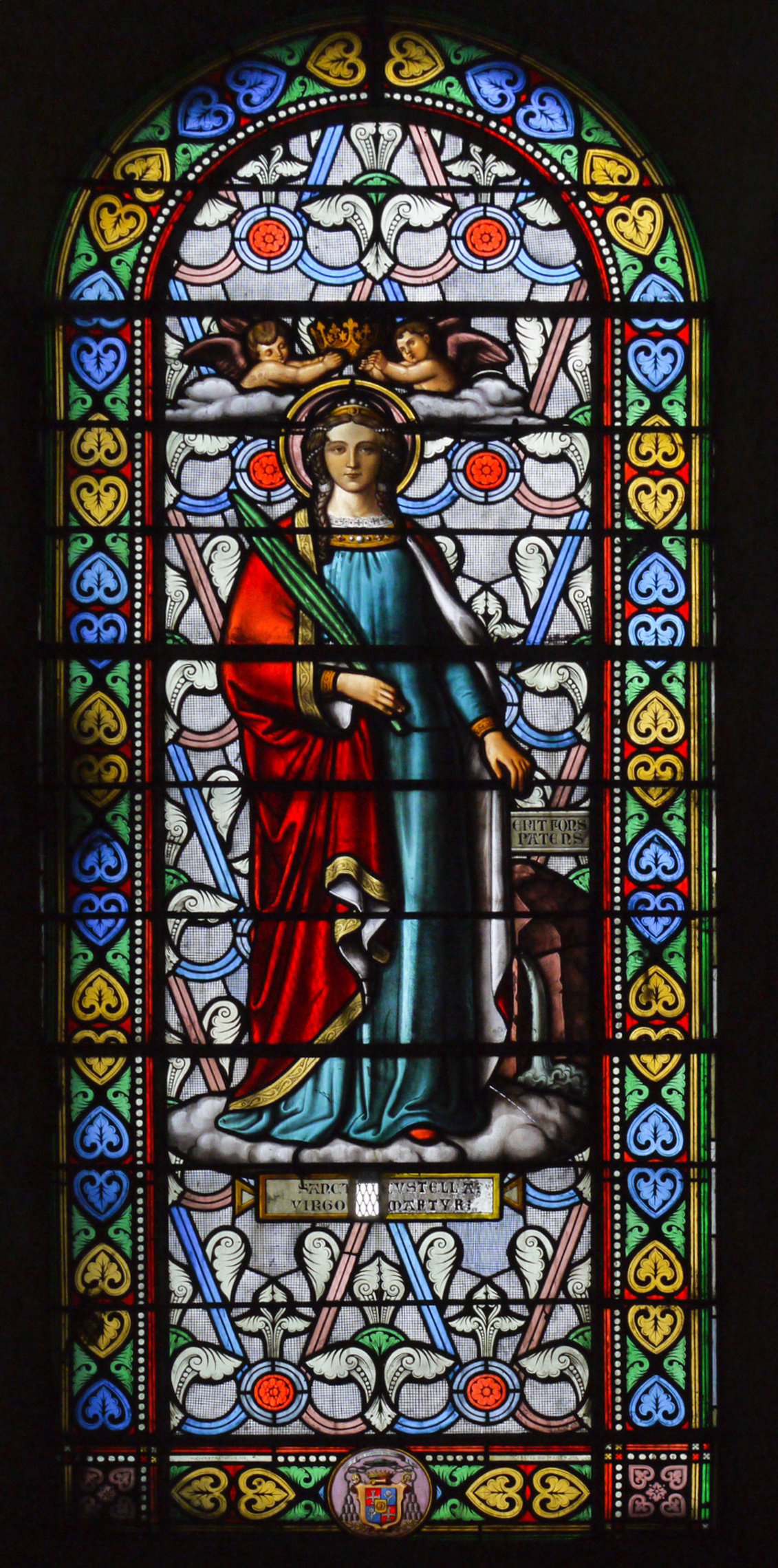
Vitrail représentant Sainte Eustelle, basilique Saint-Eutrope de Saintes, Charente-Maritime.

Eustelle de Saintes ou Estelle de Saintes est une sainte catholique dont on sait en fait très peu de choses. Elle serait une contemporaine de saint Eutrope de Saintes, et aurait vécu, d'après la légende, au IIIe siècle de notre ère. Cependant, elle n'apparaît dans la littérature chrétienne qu'au Moyen Âge, en particulier dans le Guide du pèlerin de saint Jacques de Compostelle, dans le passage sur la vie de Saint Eutrope de Saintes. Dans la vie du martyre saint Eutrope de Saintes, écrite en 1612 par un anonyme Jésuite de Saintes, on la présente comme martyre. 
En voici un extrait : 

« Ce n’est pas une petite perte pour ceux qui affectionnent la vertu que de n’avoir autres mémoires des actions particulières de S. Eustelle; nous y reconnaitrions sans doute le modèle d’une parfaite sainteté, même ne savons nous pas combien de temps elle vécut, et en quelle façon elle mourut. Le vieux Bréviaire de Saintonge lui donne le titre de Vierge et Martyre et en met la fête le 24 de Mai  ; toutefois il ne dit autre chose de sa mort, si ce n’est qu’ayant méprisé les plaisirs et honneurs du monde, elle souffrit une mort très glorieuse, et fut ensevelie joignant le sépulcre de S. Eutrope. Pourrait bien être que son Père, voyant que ni par prières ni par menaces il ne pouvait détourner sa fille de la Religion Chrétienne et de la promesse qu’elle avait faite à Dieu de garder entière et sans flétrissure la fleur de sa virginité, se serait tellement irrité, qu’oubliant toute affection naturelle, il aurait trempé ses mains dans le sang innocent de sa très sainte fille, comme fit Dioscore père de S. Barbe, qui trancha la tête à sa fille pour n’avoir voulu suivre son impiété et renoncer à Jésus-Christ. »

— Vie du Glorieux Martyre saint Eutrope de Saintes, ch.14, anonyme, Saintes, 1619.
En 1655, elle est déclarée martyre dans le cartulaire du prieuré de saint Eutrope (fête double). Cet état sera authentifié par Mgr Thomas, évêque de La Rochelle et Saintes, au XIXe siècle seulement.
Fête le 11 mai (Occident) et le 30 avril (avec saint Eutrope, Église orthodoxe).
D'après la légende, son père était un Romain de haute naissance et légat de la ville de Saintes. Sa mère descendait d'une antique famille de druides. Ayant entendu les enseignements de saint Eutrope, premier évêque de la région, elle se fit baptiser et alla vivre auprès de lui en tant que disciple. Comme elle refusait l'apostasie, son père la fit mettre à mort dans les arènes de Saintes. Son corps fut enseveli dans le tombeau même de saint Eutrope, dont son père avait fait trancher la tête à la hache.
Son nom était à l'origine Eustelle (du grec eu,  beau ou bien,  et stello, parer ou orner) et elle fut pendant longtemps la patronne de la jeunesse chrétienne. La forme latinisée Estelle (étoile) est due au poète Frédéric Mistral, qui mit le mouvement félibrige sous la patronage de la sainte. Car, dit-il, « tels que les rois Mages, reconnaissant par là l'influx mystérieux de quelque haute conjoncture, nous saluâmes l'Étoile qui présidait au berceau de notre rédemption. » (Mémoires et récits, 1919)
Aujourd'hui, de nombreux spécialistes remettent fortement en question l'existence même de cette sainte.

## Bibliographie

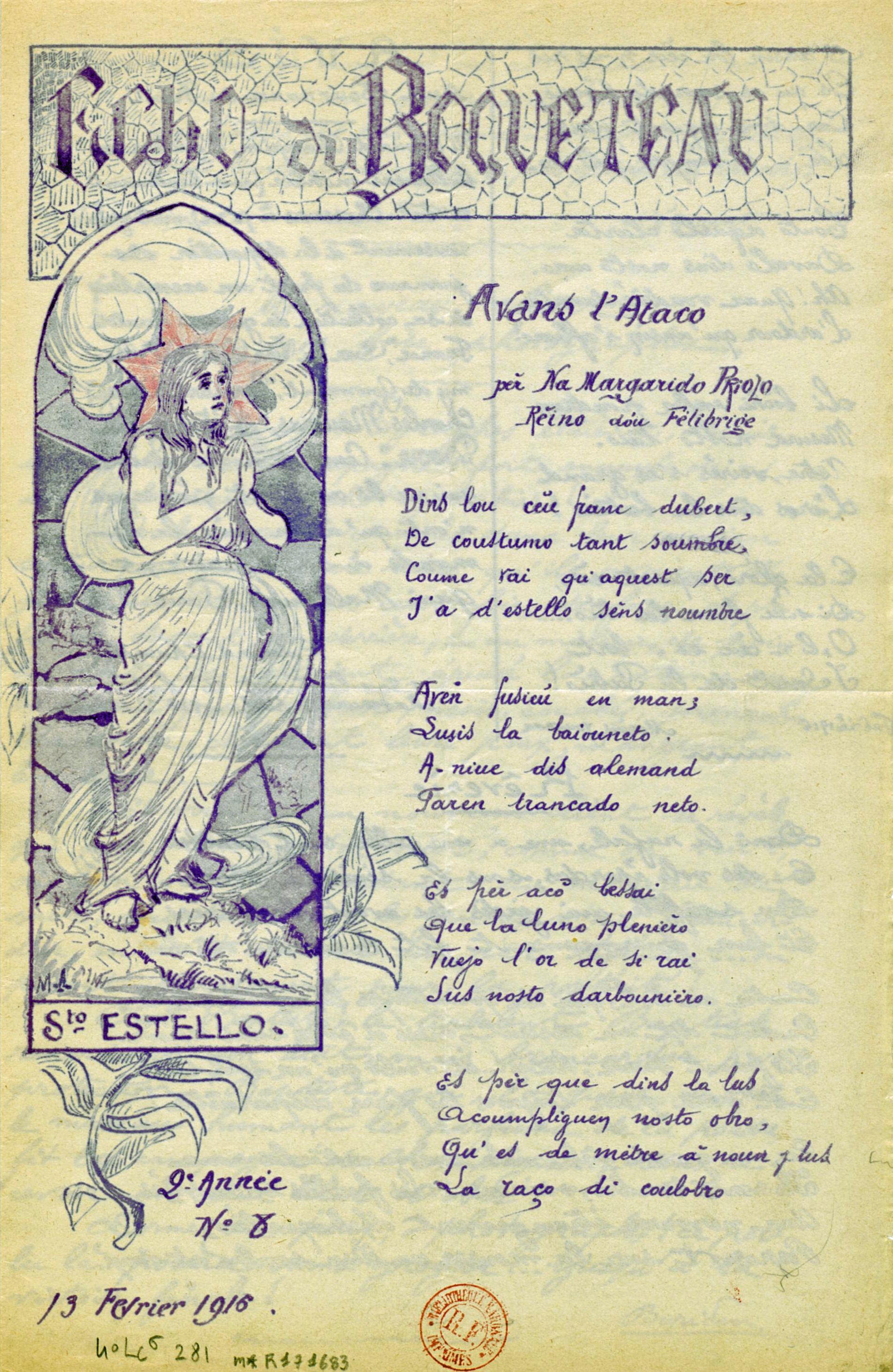
L'Ecò dóu bousquetoun (Écho du boqueteau), (journal de tranchées publié pendant la Première Guerre mondiale en français et en occitan), numéro 8 du 16 février 1916, l'illustration représente Sainte Estelle

### Liens
- Notice dans un dictionnaire ou une encyclopédie généraliste :   - Britannica